# Фаликов, Борис Зиновьевич
Бори́с Зино́вьевич Фа́ликов (род. 24 сентября 1947, Холмск, Сахалинская область) — советский и российский историк религии и публицист, специалист в области новых религиозных движений. Кандидат исторических наук, доцент Центра изучения религий Российского государственного гуманитарного университета (РГГУ). 

## Биография
Родился 24 сентября 1947 года в городе Холмске Сахалинской области. Младший брат поэта и прозаика Ильи Фаликова. На Сахалин Фаликовы прибыли из Владивостока: главу семьи Зиновия Александровича Фаликова направили заместителем директора в Сахалинский научно-исследовательский институт рыбного хозяйства и океанографии, где директором был японец. Отец вскоре стал директором института, но уже в 1949 году Фаликовы вернулись на материк.
Окончил факультет иностранных языков Саратовского педагогического института. Затем поступил в аспирантуру Института США и Канады РАН, где в 1985 году под научным руководством Д. Е. Фурмана защитил диссертацию на соискание учёной степени кандидата исторических наук по теме: «Социально-политические аспекты некоторых религиозных движений в США (индуизм и буддизм)» (специальность 07.00.03 — «Всеобщая история»). Работал в отделе сравнительной культурологии Института востоковедения РАН, где занимался изучением феномена распространения индуизма и буддизма на Западе.
В начале 1990-х годов читал лекции в Колледже Льюиса и Кларка, Джорджтаунском университете и Канзасском университете.
В 1997—1998 годах занимал должность эксперта Организации по безопасности и сотрудничеству в Европе по вопросам свободы религии.
С 1999 года — доцент Российского государственного гуманитарного университета (РГГУ). Преподаёт в Центре изучения религий РГГУ (читает курс лекций по предмету «Современные нетрадиционные учения и культы»). До 2012 года заведовал международным отделом в газете «Культура». Автор пяти монографий: «Религия в политической жизни США» (1985), «Неоиндуизм и западная культура» (1994), «Христианство и другие религии» (1999), «Культы и культура: от Елены Блаватской до Рона Хаббарда» (2007), «Величина качества. Оккультизм, религии Востока и искусство XX века» (2017).
В 2000—2002 годах был выпускающим редактором портала «Мир религий». Публицистические статьи Фаликова по проблемам религии и культуры печатались в журналах «Континент», «Знамя», «Новый мир», «Новое время», «Итоги», «Ежедневный журнал», «Профиль», «Волга», газетах «Русская мысль», «Независимая газета», «Известия», «Время новостей», «Культура», «Московские новости» и интернет-изданиях «Газета.Ru», «Грани.ру», «GlobalRus.ru», «Мир религий», «Русский журнал».

## Личная жизнь
Жена — Марина Юрьевна Давыдова, театровед. Живёт в Москве.

### Критика
- Игорь Гулин Новые книги. Выбор Игоря Гулина // Коммерсант.ru Weekend, 2017
- Давыдов Д. Учителя и художники. Творческие поиски Новейшего времени в мистических координатах. // НГ Ex Libris, 2017
- Наташа Биттен Православный востоковед Борис Фаликов считает, что эмансипация для женщин — дорога к терроризму // Демагогия.ру
- Зыгмонт А. Золотой век художников-колдунов // Троицкий вариант — Наука, 26.09.2017
- Колымагин Б. Ф. Борис Фаликов. «Культы и культура: От Елены Блаватской до Рона Хаббарда». — М.: РГГУ, 2007, 265 с. — тир. 300 экз. // Портал-Credo.Ru
- Смирнов И. В. «Культы и культура». Ироничный подход. Фаликов Б. З. Культы и культура: от Елены Блаватской до Рона Хаббарда. — М.: РГГУ, 2007. — 265 с. // «Скепсис», 02.07.2008 г.
- Дворкин А. Л. Мелитопольщина — Лондон или путевые заметки Бориса Фаликова // Центр религиоведческих исследований священномученика Иринея Лионского, 2000.
- Александр Дворкин, Анатолий Михайлов Полемика с Борисом Фаликовым. Приключения Хаббарда в России, или идеология вместо науки // Независимая газета, 14.06.2001 (копия на сайте «Центр религиоведческих исследований священномученика Иринея Лионского», 2004.
- Дворкин А. Л. Поздравляю, опять соврамши… // Центр религиоведческих исследований священномученика Иринея Лионского, 2011.